# Alessandro Pesenti-Rossi
Alessandro „Alex“ Pesenti-Rossi (* 31. August 1942 in Bergamo) ist ein ehemaliger italienischer Automobilrennfahrer.

## Karriere
Pesenti-Rossi fuhr in der italienischen Formel-3-Meisterschaft, als er 1974 für einige Rennen in die Formel-2-Europameisterschaft wechselte.
1976 versuchte Pesenti-Rossi den Einstieg in die Formel 1. Er erwarb einen Tyrrell 007 und bestritt damit drei Weltmeisterschaftsläufe. Bei allen drei Auftritten konnte er sich platzieren. Beim Großen Preis von Deutschland am Nürburgring kam er als 14. ins Ziel, beim Großen Preis von Österreich wurde er Elfter und beim Großen Preis von Italien in Monza überquerte er als 18. die Ziellinie.
1977 kehrte Pesenti-Rossi in die Formel 2 zurück und erzielte auf einem March 772 vierte Plätze bei seinen Heimrennen in Vallelunga, Mugello und Misano. Nachdem er 1978 die Qualifikation zum Formel-2-Rennen in Hockenheim verpasst hatte, trat er vom Rennsport zurück.